# Fernand Lajo
Fernand Lajo, né le 4 mai 1955 à Valladolid,, est un coureur cycliste français d'origine espagnole. Il fut l'un des meilleurs amateurs du Sud-Ouest.

## Biographie
Né en Espagne, Fernand Lajo arrive en France avec sa famille alors qu'il est âgé de quatre ans. Il prend sa première licence en catégorie minime à l'US Cenon. Son père Rufino a lui aussi été coureur cycliste, tout comme ses frères Richard et Édouard. 
Bon sprinteur, il se distingue en 1975 en devenant champion d'Espagne de vitesse. Il décroche également une médaille d'argent dans cette discipline aux Jeux méditerranéens d'Alger. Resté amateur, il court successivement à l'US Talence, au VC Bernos-Beaulac, au Mérignac VC puis à l'US Bouscat. Durant cette période, il s'illustre en obtenant de nombreuses victoires dans des critériums et nocturnes, tout en exerçant le métier de carrossier chez Mercedes. Il obtient par ailleurs la nationalité française en 1985. 
En 1987, il s'impose sur les championnats d'Aquitaine et de Gironde. Il continue ensuite de courir au niveau amateur, à plus de quarante ans. En 1995, il est sacré champion de France vétérans. La fin de sa carrière est perturbée par une lourde chute en 1998, où il se fracture le fémur. Il continue toutefois la compétition jusqu'en 2005.

## Palmarès sur route
- 1975
  - Bordeaux-Arcachon
- 1976
  - 3e étape du Tour d'Émeraude
- 1980
  - Grand Prix de Monpazier
- 1985
  - Tour du Canton de Gémozac
- 1986
  - 3e du Grand Prix de Puy-l'Évêque
- 1987
  - Champion d'Aquitaine sur route
  - Champion de Gironde sur route
- 1988
  - Grand Prix d'Espéraza
- 1991
  - 2e du Grand Prix de Monpazier
- 1995
  -  Champion de France vétérans

## Palmarès sur piste

### Jeux méditerranéens
- 1975
  -  Médaillé d'argent de la vitesse

### Championnats nationaux
- 1975
  -  Champion d'Espagne de vitesse